# Котін Петро Борисович
Котін Петро Борисович (13 квітня 1961 , Владимир ) — український інженер-атомник, спеціаліст у галузі ядерної та радіаційної безпеки, експерт у галузі перевірки АЕС за напрямом «експлуатація». З 1 червня 2022 року — президент Енергоатому.

## Біографія
У 1985 році здобув вищу освіту в Московському інженерно-фізичному інституті за спеціальністю «Атомні електростанції і установки». У 1997 році підвищував свою кваліфікацію в Національній академії державного управління при Президентові України, а також в Харківському інституті підвищення кваліфікації (спеціальність «Економіка підприємства»). У 2003 році закінчив Класичний приватний університет, спеціальність «Менеджмент організацій».

### Діяльність
Професійну кар'єру почав 1985 року оператором реакторного цеху на Запорізькій АЕС. Займав різні посади в сфері управління експлуатацією атомних електростанцій. 2003 року був переведений до дирекції Енергоатому директором інженерно-технічного департаменту.
2018—2019 — директор з виробництва. заступник виконавчого директора з виробництва, отримав ліцензію Державної інспекції ядерного регулювання України № 000151 на здійснення організаційно-розпорядчих функцій, пов'язаних із забезпеченням ядерної та радіаційної безпеки. 2018 року став головою технічної комісії при тендерному комітеті Компанії Енергоатом. Пройшов усі етапи оперативного керування.
2019 — генеральний директор Запорізької АЕС.
З 2 квітня 2020 року — в.о. президента Енергоатому. 31 травня 2022 року став президентом Енергоатому. З 9 січня 2024 року став в.о. голови правління Енергоатома.

## Розслідування
В січні 2024 року НАЗК почала справу щодо Котіна та його тещі. Причиною стало те, що в червні 2023 року на тещу було куплено маєток площею 288 м2 під Києвом вартістю 7 млн грн, про це стало відомо завдяки розлідуванню проекту Схеми. Сама ж теща протягом 2000-2009 років отримала 79 тис. грн заробітної плати і відтоді є пенсіонеркою.

## Міжнародна діяльність
Займався міжнародною діяльністю в галузі ядерної енергетики. У 2014—2018 роках за запрошенням МАГАТЕ брав участь у перевірках безпеки на АЕС (АЕС Пакш, АЕС Чашма, АЕС Гольфеш, АЕС Чорнавода, АЕС Кршко, АЕС Барака, АЕС Ловійса). Виступав з презентаціями та навчальними лекціями на різних площадках світової атомної енергетики.
2014—2019 — очолював проєкт Енергоатому «Енергетичний міст Україна — ЄС» — від його започаткування до оголошення конкурсу Міністерством енергетики та вугільної промисловості України з вибору інвестора на реалізацію проєкту.
З 2017 року по 2019 рік був членом Керівного комітету Міжнародної організації експлуатуючих АЕС європейських операторів ENISS (Брюссель), представляючи Енергоатом.
2018—2019 роки — співголова керівного комітету Енергоатому зі співробітництва з корпорацією Toshiba (Японія).
Є членом Ради керуючих Всесвітньої асоціації операторів, які експлуатують АЕС (ВАО АЕС).

## Нагороди
- почесний працівник атомної енергетики[12]
- відмінник атомної енергетики
- відзнака «За вагомий внесок у розвиток атомної енергетики України»
- відзнака за спорудження «2-го енергоблоку ХАЕС».[джерело?]

## Сім'я.
- Перша дружина – Раїса, від шлюбу є син Ілля
- Друга дружина – Наталя, у шлюбі народилося двоє дітей[12]